# Adomerus
Adomerus is een geslacht van wantsen uit de familie graafwantsen (Cydnidae). Het geslacht werd voor het eerst wetenschappelijk beschreven door Mulsant & Rey in 1866.

## Soorten
Het genus bevat de volgende soorten:

- Adomerus biguttatus (Linnaeus, 1758)
- Adomerus congener (Jakovlev, 1879)
- Adomerus notatus (Jakovlev, 1882)
- Adomerus rotundus (Hsiao, 1977)
- Adomerus triguttulus (Motschulsky, 1866)
- Adomerus variegatus (Signoret, 1884)